# Шатковка
Шатковка (укр. Шатківка) — село, относится к Троицкому району Луганской области Украины.
Население по переписи 2001 года составляло 1 человек. Почтовый индекс — 92120. Телефонный код — 6456. Занимает площадь 0,75 км². Код КОАТУУ — 4425486004.

## Местный совет
92120, Луганська обл., Троїцький р-н, с. Розсипне, вул. ім. О.Г. Попугаєва, 3  (укр.)